# Denis Kellman
Denis St. Elmo Kellman (* 25. Januar 1958 in Barbados) ist ein Politiker aus Barbados von der Democratic Labour Party (DLP), der von 1994 bis 2018 Mitglied des House of Assembly sowie seit 2011 Minister für Wohnungsbau und Ländereien im Kabinett von Premierminister von Barbados Freundel Stuart war.

## Leben

### Studium, Buchhalter und gesellschaftliches Engagement
Kellman begann bereits als 13-jähriger Schüler 1971 sein politisches und gesellschaftliches Engagement in Sport- und Sozialvereinen wie dem Youth Milan Football Club. Er nahm nach dem Schulbesuch 1977 eine Tätigkeit als Büroassistent in der Haymans Factory auf, ein Unternehmen aus der Zuckerfabrikation des Landes. Er setzte sich ferner maßgeblich für die Sanierung des Rockfield Community Centre sowie die Entwicklung des North Stars Sports and Cultural Club ein.
Später absolvierte er ein Studium am Barbados Institute of Management and Productivity (BIMAP), am New Jersey College sowie bei den Certified General Accountants of Canada und nahm nach dessen Abschluss 1987 eine berufliche Tätigkeit als Buchhalter mit eigener Kanzlei auf. Daneben war er bis 1994 Buchhalter in der Hauptverwaltung der Zuckerindustrie und engagierte sich als aktives Mitglied der Vereinigung der Aufsichtspersonen der Zuckerindustrie SISA (Sugar Industry Supervisors Association) und war als solcher maßgeblich am Schutz der Pensionsrechte der Industriearbeiter beteiligt. Zu dieser Zeit war er ferner Mitglied des Exekutivvorstandes der DLP in Saint Lucy.

### Abgeordneter und Minister
Bei den Wahlen vom 5. September 1994 wurde Kellman als Kandidat der Democratic Labour Party (DLP) erstmals zum Mitglied des House of Assembly gewählt und vertritt dort seither den Wahlkreis St. Lucy. Während seiner Parlamentszugehörigkeit war er Delegierter auf zahlreichen Konferenzen der Parlamentarischen Vereinigung des Commonwealth of Nations CPA (Commonwealth Parliamentary Association) in Australien, Kanada, Bahamas, Belize, Nigeria sowie Trinidad und Tobago und engagiert sich ferner als Mitglied der Universal Federation of Peace. 
Die ersten drei Legislaturperioden gehörte er der Opposition an, zwischen den Wahlen vom 20. Januar 1999 und vom 21. Mai 2003 sogar als einer von nur zwei Abgeordneten der DLP. Nachdem er zwischen 1999 und 2001 Erster Vizepräsident der DLP war, fungierte er 2001 als kommissarischer Präsident der DLP.
Nach dem Wahlsieg der DLP bei den Wahlen vom 15. Januar 2008 wurde er Botschafter bei der Karibischen Gemeinschaft (CARICOM), ehe er am 23. Oktober 2010 Parlamentarischer Staatssekretär im Ministerium für Umwelt, Wasserressourcen und Entwässerung wurde. Am 15. Juni 2011 wurde Kellman von Premierminister Freudel Stuart zum Minister für Industrie, Kleinunternehmen und ländliche Entwicklung (Minister of Industry, Small Business and Rural Development) in dessen Kabinett berufen. Seit den Wahlen vom 21. Februar 2013 und der damit verbundenen Kabinettsumbildung fungierte er als Minister für Wohnungsbau und Ländereien (Minister for Housing and Lands). Er blieb Minister bis zur Regierungsablösung im Mai 2018.
Aus seiner Ehe mit Paulevette Kellman gingen die beiden Söhne Paul und Russell Kellman hervor.